# Záhlinické rybníky (přírodní park)
Přírodní park Záhlinické rybníky byl vyhlášen 12. dubna 1995 na ploše 500 ha v okrajových částech měst Hulína a Kroměříže v okrese Kroměříž v Hornomoravském úvalu. Jeho jádrem je soustava čtyř Záhlinických rybníků (Pláňavský rybník, Doubravický rybník, Svárovský rybník a paralelně s Doubravickým ještě Němčický rybník) na říčkách Rusavě a Mojeně. Dále zahrnuje i starý dubový porost Zámeček táhnoucí se od rybníků asi 3,5 km západně až ke Kroměříži. V tomto lese se nachází také myslivna Zámeček, v níž se roku 1838 narodil přírodovědec, geolog a paleontolog Ferdinand Stolička. Jižně od Svárovského rybníka směrem k řece Moravě je částí parku je lužní les Filena s četnými tůněmi, východně a jihovýchodně od Svárovského rybníka se nacházejí podmáčené louky v lokalitách zvaných Přední louky a Bahnovský. V severozápadním cípu u Bílan je přírodní park ohraničen železniční tratí Kojetín – Valašské Meziříčí, která jej odděluje od přírodní památky Stonáč kolem stejnojmenného potoka. 

## Flóra
Z významných rostlinných druhů se zde vyskytují česnek hranatý, starček poříční, pryšec bahenní, pryskyřník velký a hrachor bahenní.
V lužních lesích jsou zachované staré porosty s převahou dubu letního a jasanu ztepilého. Na zamokřených loukách jsou rákosiny a rozptýlené vrby.

## Fauna

### Ptáci
Mezi živočichy zde mají nejbohatší zastoupení ptáci, do roku 1983 zde bylo zjištěno 270 druhů, z toho 135 druhů hnízdících.

### Obojživelníci
Početnou skupinou jsou obojživelníci, kterých zde bylo zjištěno 11 druhů.

### Plazi
Dále zde byly zjištěny 3 druhy chráněných plazů.

### Savci
Savci jsou zastoupení několika druhy netopýrů či bobrem evropským.

### Bezobratlí
Z chráněných vodních bezobratlých zde žijí raci a mlži. Z hmyzu zde lze najít vzácné druhy brouků, motýlů či vážek.

## Geologie
Podloží oblasti je tvořeno kenozickými, neocénními[zdroj⁠?!] a pliocenními sladkovodními a brakickými sedimenty (písky, štěrky a jíly). Písky jsou obvykle pestře zbarvené, střídají se s polohami křemičitých štěrků a jílovitých písků. Horniny místy obsahuji až desítky centimetrů mocné vrstvy lignitu.

## Blízká chráněná území
S přírodním parkem přímo sousedí přírodní památka Stonáč, vyhlášená 17. března 1955 na ploše 4,61 ha, jako Evropsky významná lokalita Stonáč vyhlášená 15. dubna 2005 na ploše 5,5 ha. Asi 500 m od Záhlinických rybníků se nachází přírodní památka Skalky u Hulína vyhlášená 12. června 2014 na ploše 0,74 ha, jako Evropsky významná lokalita Skalky vyhlášená 15. dubna 2005 na ploše 11,14 ha. Od počátku 90. let 20. století bylo v návrhu vyhlášení přírodní rezervace Filena, která by měla při rozloze 105 ha zahrnovat jihovýchodní část Svárovského rybníka a přilehlé lužní lesy a podmáčené louky. Dosud (rok 2016) nebyla vyhlášena.

## Turistika
Přes les Zámeček, od západního břehu Svárovského rybníka až na východní okraj Kroměříže do Dolních Zahrad, vede naučná stezka Zámeček (dříve též označovaná jako naučná stezka Planorbis), dlouhá 4 km. V minulosti přírodním parkem byla značena cyklistická trasa číslo 5034 Kroměříž–Kelč, v roce 2022 však již přes jeho území žádná cyklistická trasa značena není.